# حزب بعث (جناح تحت رهبری عراق)
حزب بعث سوسیالیست عرب (عربی: حزب البعث العربي الاشتراكي‎)، حزب سیاسی بعثی است که تا سال ۲۰۰۳، مقر آن در بغداد، عراق بود. این یکی از دو حزب (با نام‌های مشابه) است که از انشعاب سال ۱۹۶۶ حزب بعث اصلی پدید آمد.
در سال ۱۹۶۶، حزب بعث اولیه به دو حزب، تقسیم شد. یکی از آن، توسط دمشق، رهبری می‌شد که حزبی را در سوریه تأسیس کرد و یکی دیگر را بغداد، رهبری می‌کرد. دو حزب بعث، همان نام و ساختارهای موازی را در جهان عرب، حفظ کردند؛ اما روابطشان به حدی تیره شد که سوریه در طول جنگ ایران و عراق از ایران علیه عراق حمایت کرد و نیز به ائتلاف به رهبری آمریکا علیه عراق در جنگ خلیج فارس پیوست. بعثی‌ها برای نخستین بار در سال ۱۹۶۳، قدرت را در عراق به دست گرفتند، اما چند ماه بعد، سرنگون شدند. شاخه منطقه‌ای این حزب، بین سال‌های ۱۹۶۸ تا ۲۰۰۳، عراق را برای سال‌ها تحت رهبری صدام حسین قرار داد. حزب بعث عراق در سال ۲۰۰۳، توسط حکومت ائتلاف موقت عراق، پس از حمله آمریکا و متحدانش به عراق، ممنوع شد؛ اما سایر شاخه‌های حزب، به فعالیت خود، ادامه داده‌اند.

## ساختار

### دبیران کل

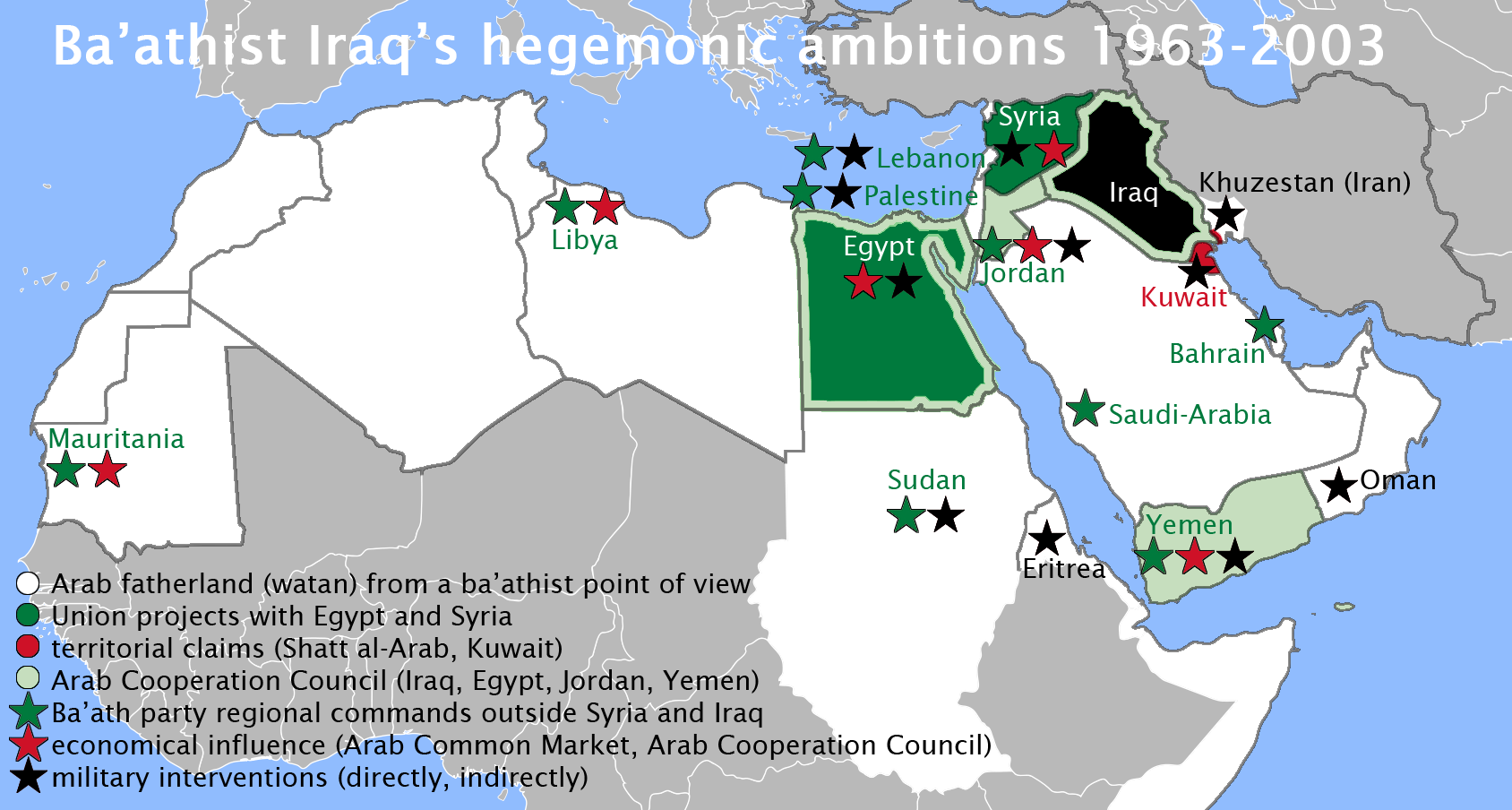
جاه‌طلبی‌های هژمونیک عراق بعثی بین ۱۹۶۳ تا ۲۰۰۳

| شماره                                   | شماره | تصویر | نام (تولد–مرگ)           | دوره           | دوره             | دوره            |
| شماره                                   | شماره | تصویر | نام (تولد–مرگ)           | آغاز           | پایان            | مدت             |
| --------------------------------------- | ----- | ----- | ------------------------ | -------------- | ---------------- | --------------- |
| ۱                                       |       |       | میشل عفلق (۱۹۱۰–۱۹۸۹)    | ۸ فوریه ۱۹۶۸   | ۲۳ ژوئن ۱۹۸۹ †   | ۲۱ سال، ۱۳۵ روز |
| بدون متصدی (۲۳ ژوئن ۱۹۸۹ – ژانویه ۱۹۹۲) |       |       |                          |                |                  |                 |
| ۲                                       |       |       | صدام حسین (۱۹۳۷–۲۰۰۶)    | ژانویه ۱۹۹۲    | ۳۰ دسامبر ۲۰۰۶ † | ۱۴ سال، ۱۱ ماه  |
| ۳                                       |       |       | عزت ابراهیم (۱۹۴۲–۲۰۲۰)  | ۳۰ دسامبر ۲۰۰۶ | ۲۶ اکتبر ۲۰۲۰ †  | ۱۳ سال، ۳۰۱ روز |
| ۴                                       |       |       | صلاح المختار (زاده ۱۹۴۴) | ۳ نوامبر ۲۰۲۰  | متصدی            | ۴ سال، ۱۸۳ روز  |